# Totgammarus eximius
Totgammarus eximius is een vlokreeftensoort uit de familie van de Paramelitidae. De wetenschappelijke naam van de soort is voor het eerst geldig gepubliceerd in 1995 door Bradbury & Williams.